# حسن قابيرو
حسن أحمد يونس قابيرو كاتب وروائي وشاعر سوداني وُلد عام 1970 بقرية البرداب في جبال النوبة بالسودان، وتخرّج عام 1997 من معهد سلتي للغات حيث درس اللغة الإنجليزيّة، ثم حصل على دبلومة العلوم الإدارية من أكاديمية العلوم الإدارية، ونشرت له العديد من المقالات في عدد من الصحف المحلية السودانية.

## مؤلفاته
ألف حسن قابيرو العديد من المؤلفات التي تنوعت ما بين الروايات القصيرة، والرواية الطويلة، والمجموعات القصصيّة، والمجموعات الشعرية، ومنها:
- جثة علي شاطئ المتوسط (رواية): صدرت بمعرض جدة الدولي للكتاب بالمملكة العربية السعودية عام 2017 عن دار النخبة للنشر والتوزيع بالقاهرة.[2][3]
- أخت سدوم (شعر): صدرت عام 2017 عن دار النخبة للنشر والتوزيع بالقاهرة.[4][5]
- الأرواح الضائعة (رواية): صدرت بمعرض القاهرة الدولي للكتاب عام 2018 عن دار النخبة للنشر والتوزيع بالقاهرة.
- جريمة في حي جلابة (مجموعة قصصيّة): صدرت عام 2018 عن دار النخبة للنشر والتوزيع بالقاهرة.
- مملكة تحت الماء (رواية قصيرة): صدرت عام 2018 عن دار النخبة للنشر والتوزيع بالقاهرة.[6][7]
- كفار الجنة (رواية قصيرة): صدرت عام 2020 عن دار النخبة للنشر والتوزيع بالقاهرة.[8][9]